# Maxime Daye
 (juillet 2025).
Maxime Daye, né le 14 juin 1983, est un homme politique belge membre du Mouvement Réformateur (MR). Il est bourgmestre de Braine-le-Comte depuis 2015 et Député au Parlement de Wallonie depuis 2024.
Issu d’une famille d’enseignants et de traiteurs, il a effectué sa scolarité à l’école communale d’Hennuyères, puis à l’Athénée Royal de Braine-le-Comte. Il fut candidat en sciences politiques de l’Université Libre de Bruxelles (ULB). Après ses études, il a travaillé comme expert financier au SPF Finances avant de devenir assistant parlementaire.

## Parcours politique

### Au niveau communal
Maxime Daye s’engage en politique en 1998 au sein du PRL (devenu MR) à Braine-le-Comte. Il débute en tant que collaborateur de Jean-Jacques Flahaux, ancien bourgmestre de la ville.
En 2006, il est élu au conseil communal et devient troisième échevin grâce à ses 711 voix. Fonction qu’il occupera jusqu’en 2012.
En 2012, il est élu premier échevin avec 1 616 votes. Trois ans plus tard, en 2015, il accède au mayorat à la suite de la démission de Jean-Jacques Flahaux. Il est réélu en 2018 avec 2 333 voix puis en 2024 avec 3 022 voix sous la liste BRAINE.
De 2016 à 2024, il préside la Zone de Police de la Haute Senne.

### Son rôle d’assistant parlementaire
De 2007 à 2019, Maxime Daye a pu lancer et étoffer sa carrière politique en tant qu’assistant parlementaire. Il travailla d’abord avec Jean-Jacques Flahaux (2007-2010) puis avec Florine Pary-Mille (2010-2014) et Olivier Destrebecq (2014). Il fut ensuite le proche collaborateur d’Olivier Chastel (2014-2019) lorsqu’il était Président du MR. Maxime Daye fut, en outre, directeur de la campagne européenne 2019 du MR.

### Réalisations en tant que bourgmestre

#### Gestion financière
À son arrivée à la tête de la ville (2016), il a mis Braine-le-Comte sous plan de gestion en raison d’un endettement important et a augmenté la taxe communale que son prédécesseur s'était efforcé de diminuer, faisant passer le taux de 8 % à 8,8 %. Sous sa gestion, la ville a dégagé un boni de 1,9 million d’euros et une réserve de 5 millions d’euros. Il a également supprimé la taxe égout et revu la taxe déchets, bénéficiant à environ 6 000 habitants.

#### Sécurité et prévention
Maxime Daye a contribué à l’installation de caméras de surveillance dans le centre-ville, au renforcement des actions de prévention et aux enquêtes approfondies, notamment sur les stupéfiants.
En 2023, les efforts de prévention ont permis une diminution de la criminalité, à l'exception des infractions liées aux stupéfiants et aux violences intrafamiliales.

#### Infrastructures sportives
Sous son mandat, le Stade communal du Poseur a été entièrement rénové avec l’installation d’un nouvel éclairage et la construction de vestiaires. La piste Santé du Bois de la Houssière a également été modernisée. Il a participé à la mise en place de la journée « Faites du sport ! » et à la création de la RCA Braine Ô Sports. Il a également piloté le projet de construction d’une piscine à Braine-le-Comte qui, aujourd’hui, figure toujours parmi les exemples de partenariats public-privé.

#### Culture et tourisme
Il a contribué à la création de l’Office du Tourisme de Braine-le-Comte, initié la mise en place du Ronquières Festival et accueilli le Beau Vélo de RAVeL. Il a également renforcé le développement du Plan Incliné de Ronquières en collaboration avec la Région wallonne.

#### Petite enfance
Sous son mandat, une nouvelle crèche de 60 places a été ouverte en 2020, remplaçant deux maisons communales d’accueil de l’enfance (MCAE). Une nouvelle crèche est actuellement en projet pour répondre aux besoins croissants des familles.

#### Communication
Il a modernisé la communication communale en développant un site internet interactif, en mettant en place un nouveau logo et en assurant la retransmission en direct des conseils communaux. Il a également installé une borne interactive à l’Hôtel de Ville pour simplifier l’accès aux services administratifs.

#### Gestion des crises
Lors de la crise du Covid-19, il a organisé un plan de communication et de solidarité renforcée. Face aux inondations, un plan d’investissement a été mis en place pour améliorer la résilience de la ville, notamment avec l’installation de barrières anti-inondations et le curage préventif des avaloirs.

### Autres réalisations
Parmi les autres moments clés de la carrière politique de Maxime Daye, on retrouve notamment son rôle de Président du Conseil d’Administration d’Astrid SA (2017-2019). Il démissionna de ses fonctions en décembre 2019 pour devenir le premier Président  libéral de l’Union des Villes et villes de Wallonie (2019-2024). Fonction qu’il céda en 2024 suite à son élection au Parlement de Wallonie.

## Affaires judiciaires
En avril 2025, des médias belges révèlent que Maxime Daye fait l’objet d’une instruction judiciaire ouverte plusieurs mois auparavant par le parquet de Mons. L’enquête, menée par une cellule spéciale de la police judiciaire fédérale, porte sur des soupçons d’envoi de photos à caractère sexuel à des jeunes garçons, souvent mineurs, via l’application Snapchat. L’affaire aurait été déclenchée à la suite d’une plainte pour harcèlement, ayant conduit à la découverte de contenus pornographiques en possession ou en diffusion,. À la suite de ces révélations, les groupes d'opposition PS et Ecolo demandent à Maxime Daye de se mettre en retrait de ses fonctions de bourgmestre, ce qu'il refuse de faire, dénonçant au passage une « chasse aux sorcières »,. Il est inculpé pour cette affaire le 29 juillet 2025.